# Сражение при Бельмонте (1899)
Сражение при Бельмонте (Belmont) — сражение Второй англо-бурской войны. 23 ноября 1899 года британцы под командованием генерал-лейтенанта Метуэна атаковали и взяли позиции буров при станции Бельмонт.
В первые дни Второй англо-бурской войны бурские войска осадили британские гарнизоны в Кимберли и Ледисмите. 40-тысячный армейский корпус под командованием генерала Редверса Буллера был отправлен в Южную Африку и прибыл туда в начале ноября 1899 года с целью освободить Кимберли и Ледисмит, Буллер разделил свои силы, отправив одну дивизию к Ледисмиту, в то время как дивизии генерал-лейтенанта Метуэна было поручено прорвать осаду Кимберли.
Метуэн планировал продвигаться по железной дороге от Оранжевой реки до Кимберли. Предсказуемость плана позволила бурам воспользоваться несколькими естественными препятствиями на маршруте, первым из которых были две гряды холмов восточнее ж/д станции Бельмонт, расположенной в двадцати милях от Оранжевой реки. 20 ноября холмы были заняты отрядом в 2000 человек коменданта Оранжевого Свободного государства Якобуса Принслоо. В день сражения к силам Принсоо присоединились 800 человек под командованием Кооса де ла Рея, прибывшие из Трансвааля.
Подойдя вечером 22 ноября к Бельмонту, Метуэн планировал атаковать позиции буров в предрассветной темноте. 9-я бригада должна была атаковать северный холм — Тейбл-Хилл, в то время как гвардейцы южный — Ган-Хилл. Каждая бригада должна была поддерживаться артиллерийской батареей. Обе эти атаки должны были стать фланговыми, но из-за ошибочных карт британцы оказались прямо перед позициями буров.
Атака началась вскоре после 3:30 утра, и к 4:20 англичане, двигавшиеся по открытому вельду и теряя людей от ружейного огня противника, достигли покинутых бурами вершин Тейбл-Хилла и Ган-Хилла. 
Британская артиллерия открыла огонь по второй гряде холмов, на который ответили бурские орудия. Канонада продолжалась полтора часа. 
Примерно в 5.45 англичане возобновили атаку. Когда три из четырех холмов были потеряны, буры около 7:30 утра оставили свои позиции на самом высоком, Монблане, сели на лошадей и отступили на север. Из-за нехватки кавалерии британцы не могли преследовать противника.